# La fattoria dei malfattori
La fattoria dei malfattori è un libro dello scrittore finlandese Arto Paasilinna del 1998, pubblicato in Italia dalla casa editrice Iperborea per la prima volta nel 2013.

## Trama
Jalmari Jyllänketo è un quarantenne ispettore della Supo, il servizio segreto finlandese, che un giorno si reca in nella grande fattoria chiamata Palude delle renne, in Lapponia, sotto le mentite spoglie di un ispettore di agricoltura biologica: egli infatti sospetta che nella fattoria, nata negli anni cinquanta su ispirazione dei kolchoz sovietici, si celi qualcosa di losco. Jalmari fa la conoscenza dei vari personaggi che reggono le sorti dell'azienda, come l'agronomo e amministratore Juuso Hihna-aapa, la titolare Ilona Kärmeskallio, la giovane ortolana Sanna Saarinen e il pilota d'aeroplani Pekka Kasurinen, o che la frequentano per diletto e interessi personali, come il vescovo luterano Henrik Röpelinen e l'ex politico Kauno Riipinen. 
Jalmari si sente a proprio agio per come è stato accolto alla fattoria ed è inoltre invaghito della bella Sanna, così decide di prolungare la propria permanenza, sebbene sia ormai fiducioso che non avvenga nulla d'illegale. Tuttavia, mentre accompagna il pilota Kasurinen in una missione in Norvegia,  nota che un delinquente norvegese viene in pratica rapito per essere messo a lavorare in modo coatto nella fungaia della fattoria, ricavata in una miniera abbandonata. Scopre così che la titolare usa questo sistema non solo per procacciarsi manodopera non retribuita, ma sinceramente convinta che in tal modo sia possibile redimere degli incalliti criminali. Jalmari all'inizio si sente combattuto, ma poi decide di dare il proprio contributo al miglioramento della società secondo le intenzioni d'Ilona Kärmeskallio. Procura un cospicuo numero di malfattori alla fungaia (tra cui un'intera banda di Hell's Angels) e collabora al piano della Kärmeskallio per instillare un po' di moralità e solidarietà umana nelle alte sfere dell'economia finlandese: con la prospettiva di un esclusivo convegno da tenersi a Montevideo, in Uruguay, i più importanti imprenditori e finanzieri del Paese saranno caricati su un aereo pilotato da Kasurinen e portati direttamente alla fattoria. Per evitare spiacevoli conseguenze dopo il rilascio dei sequestrati è necessario che questi non siano poi in grado di identificare il luogo dove sono stati portati: per questo Jalmari va a prelevare in una casa di riposo Emma Oikarinen, una vecchia savoniana molto sboccata, conosciuta dal vescovo Röpelinen, dalla quale apprendere a parlare finlandese con l'accento della sua regione. Il sequestro degli imprenditori e dei finanzieri riesce, ma scoppia una grana che potrebbe far precipitare la situazione: durante l'assenza di Kasurinen, Jalmari prende di nascosto il Cessna in dotazione alla fattoria e parte in volo con Sanna. Dopo aver rischiato la vita, i due riescono infine ad atterrare fortunosamente in Russia e a mettersi in salvo, dopo essersi confidati reciprocamente il proprio amore. 
Ritornato alla fattoria e ormai deciso ad accasarsi lì, Jalmari rimane però accidentalmente chiuso nella fungaia-prigione durante un'esplorazione personale e per molti mesi non riesce a risalire in superficie, finché non avviene un tentativo di evasione di massa che egli contribuisce a reprimere, mentre sia alla fattoria sia alla sede dei servizi segreti era dato per disperso. Jalmari dà infine le dimissioni dal suo lavoro e rimane alla fattoria in qualità di marito di Sanna.

## Edizioni
- Arto Paasilinna, La fattoria dei malfattori, traduzione di Francesco Felici, Milano, Iperborea, 2013, ISBN 978-88-7091-523-5.